# Probiernictwo

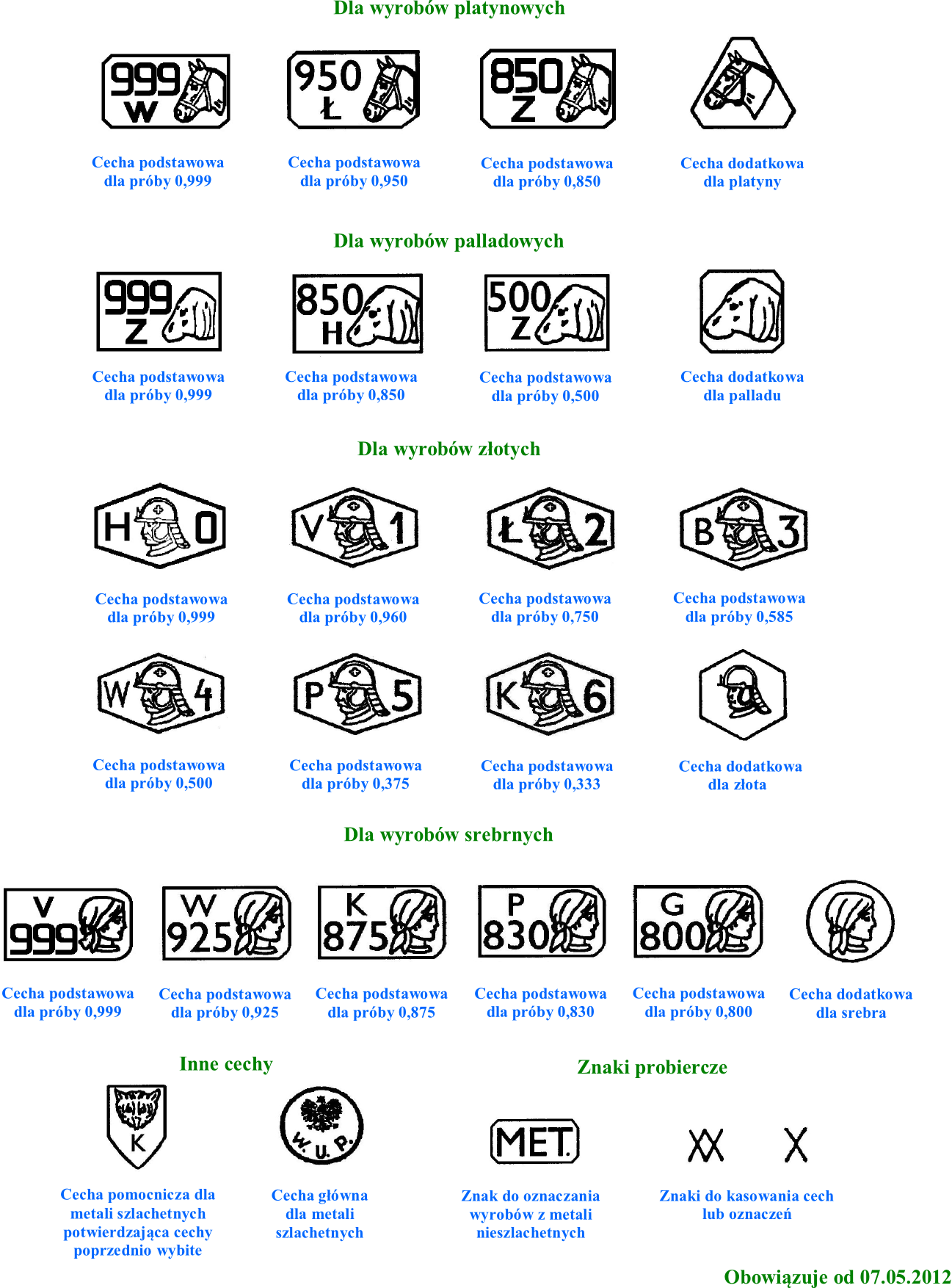
Tabela polskich cech probierczych obowiązujących od 7 maja 2012 r.

Probiernictwo – badanie i cechowanie wyrobów z metali szlachetnych i ich stopów.

## Badanie i cechowanie
Badanie i cechowanie wyrobów przeprowadzane jest przez organy administracji probierczej. Dotyczy ono w szczególności biżuterii, sztućców oraz wyrobów korpusowych. Ich producentami są najczęściej rzemieślnicy oraz artyści złotnicy, którzy zgłosili znak imienny do ewidencji we właściwym miejscowo okręgowym urzędzie probierczym. Cecha probiercza jest znakiem urzędowym, potwierdzającym wykonanie przez urząd probierczy badań określających zawartość metalu szlachetnego w wyrobie, informującym o wynikach tych badań. Państwo mocą ustanowionego prawa gwarantuje rzetelność przeprowadzanych badań określających próbę oraz prawidłowość oznaczenia przedmiotów z metali szlachetnych cechami probierczymi.
Metalami szlachetnymi w rozumieniu ustawy Prawo probiercze – w stanie czystym albo w stopach z innymi metalami – są platyna, złoto, srebro i metale z grupy platynowców (iryd, osm, pallad, rod i ruten). Zawartość metalu szlachetnego w wyrobach określa się próbą. Jest to stosunek masy czystego metalu szlachetnego zawartego w stopie do masy stopu, wyrażony w promilach.

### Podstawowa cecha probiercza[3]
Podstawowa cecha probiercza wskazuje rodzaj metalu szlachetnego i jego próbę, przy czym od 7 maja 2012 roku cechy podstawowe dla wyrobów ze stopu złota wskazują próbę cyframi:
0 – próba 999 (‰);
1 – próba 960 (‰);
2 – próba 750 (‰);
3 – próba 585 (‰);
4 – próba 500 (‰);
5 – próba 375 (‰);
6 – próba 333 (‰).

### Główna cecha probiercza[3]
Główna cecha probiercza stosowana jest do oznaczania przedmiotów wymienionych w art. 8 ust. 1 pkt. 6 ustawy Prawo probiercze.
- dla wszystkich metali szlachetnych stosuje się jeden rodzaj cechy głównej;
- cecha główna jest stosowana łącznie z cechą dodatkową.

### Dodatkowa cecha probiercza[3]
Dodatkowa cecha probiercza określa rodzaj metalu szlachetnego. Cechę probierczą dodatkową łącznie z cechą podstawową stosuje się do uzupełniającego oznaczenia wyrobów z metali szlachetnych, gdy:
- wyrób składa się z kilku połączonych ze sobą części z tego samego metalu szlachetnego – obecność cechy dodatkowej informuje o tym, że wszystkie elementy wyrobu odpowiadają umieszczonej próbie, albo
- w skład wyrobu wchodzą części wykonane z innych metali szlachetnych niż część zasadnicza wyrobu – obecność cechy dodatkowej wskazuje rodzaj metalu szlachetnego części niezasadniczej, przy czym próba tego metalu nie może być niższa.

### Pomocnicza cecha probiercza[3]
Pomocniczą cechę probierczą stosuje się do potwierdzenia ważności krajowych cech probierczych umieszczonych zgodnie z przepisami obowiązującymi w czasie, gdy wyroby oznaczono.
Cecha pomocnicza umieszczona jest na wyrobie obok cechy podstawowej albo cechy dodatkowej. Dla wszystkich metali szlachetnych stosuje się jeden rodzaj cechy pomocniczej.